# Bačija
Bačija (cyr. Бачија) – wieś w Serbii, w okręgu zlatiborskim, w gminie Sjenica. W 2011 roku liczyła 24 mieszkańców.